# The Best FIFA Football Awards 2023
O The Best FIFA Football Awards 2023 (em português: Prêmios FIFA de Melhores do Futebol 2023) foi a oitava edição do evento anual realizado pela Federação Internacional de Futebol (FIFA), e ocorreu em 15 de janeiro de 2024, em Londres.

## Vencedores e indicados

### Melhor Jogador de Futebol Masculino
Doze jogadores foram inicialmente selecionados em 14 de setembro de 2023. Os três finalistas foram revelados em 14 de dezembro de 2023.
Lionel Messi ganhou o prêmio com 48 pontos marcados, mesma pontuação de Erling Haaland, porém Messi teve mais votos de capitães de seleções.
Os critérios de seleção dos jogadores e treinadores masculinos foram: respectivas conquistas durante o período de 19 de dezembro de 2022 a 20 de agosto de 2023.
| Rank              | Jogador               | Clube                               | Seleção    | Pontos     |
| Finalistas        | Finalistas            | Finalistas                          | Finalistas | Finalistas |
| ----------------- | --------------------- | ----------------------------------- | ---------- | ---------- |
| 1                 | Lionel Messi          | - Paris Saint-Germain - Inter Miami | Argentina  | 48         |
| 2                 | Erling Haaland        | Manchester City                     | Noruega    | 48         |
| 3                 | Kylian Mbappé         | Paris Saint-Germain                 | França     | 35         |
| Outros candidatos |                       |                                     |            |            |
| 4                 | Kevin De Bruyne       | Manchester City                     | Bélgica    | 32         |
| 5                 | Victor Osimhen        | Napoli                              | Nigéria    | 24         |
| 6                 | Rodri                 | Manchester City                     | Espanha    | 24         |
| 7                 | Julián Álvarez        | Manchester City                     | Argentina  | 21         |
| 8                 | Bernardo Silva        | Manchester City                     | Portugal   | 18         |
| 9                 | İlkay Gündoğan        | - Manchester City - Barcelona       | Alemanha   | 13         |
| 10                | Khvicha Kvaratskhelia | Napoli                              | Geórgia    | 7          |
| 11                | Marcelo Brozović      | - Internazionale - Al-Nassr         | Croácia    | 7          |
| 12                | Declan Rice           | - West Ham - Arsenal                | Inglaterra | 1          |

### Melhor Goleiro de Futebol Masculino
Cinco jogadores foram inicialmente selecionados em 14 de setembro de 2023. Os três finalistas foram revelados em 12 de dezembro de 2023.
| Rank              | Jogador          | Clube                            | Seleção    | Pontos     |
| Finalistas        | Finalistas       | Finalistas                       | Finalistas | Finalistas |
| ----------------- | ---------------- | -------------------------------- | ---------- | ---------- |
| 1                 | Ederson          | Manchester City                  | Brasil     | 23         |
| 2                 | Thibaut Courtois | Real Madrid                      | Bélgica    | 20         |
| 3                 | Yassine Bounou   | Sevilla Al-Hilal                 | Marrocos   | 16         |
| Outros candidatos |                  |                                  |            |            |
| 4                 | ter Stegen       | Barcelona                        | Alemanha   | 8          |
| 5                 | André Onana      | Internazionale Manchester United | Camarões   | 5          |

### Melhor Treinador de Futebol Masculino
Cinco treinadores foram inicialmente selecionados em 14 de setembro de 2023. Os três finalistas foram revelados em 13 de dezembro de 2023.
| Rank              | Jogador           | Clube            | Pontos     |
| Finalistas        | Finalistas        | Finalistas       | Finalistas |
| ----------------- | ----------------- | ---------------- | ---------- |
| 1                 | Pep Guardiola     | Manchester City  | 28         |
| 2                 | Luciano Spalletti | Napoli Itália    | 18         |
| 3                 | Simone Inzaghi    | Internazionale   | 11         |
| Outros candidatos |                   |                  |            |
| 4                 | Xavi              | Barcelona        | 11         |
| 5                 | Ange Postecoglou  | Celtic Tottenham | 4          |

### Melhor Jogadora de Futebol Feminino
Dezesseis jogadoras foram inicialmente selecionadas em 14 de setembro de 2023. As três finalistas foram reveladas em 14 de dezembro de 2023.
Os critérios de seleção das jogadoras femininas e treinadores(as) foram: respectivas conquistas durante o período de 1 de agosto de 2022 a 20 de agosto de 2023.
| Rank              | Jogador          | Clube                      | Seleção        | Pontos     |
| Finalistas        | Finalistas       | Finalistas                 | Finalistas     | Finalistas |
| ----------------- | ---------------- | -------------------------- | -------------- | ---------- |
| 1                 | Aitana Bonmatí   | Barcelona                  | Espanha        | 52         |
| 2                 | Linda Caicedo    | Real Madrid Deportivo Cali | Colômbia       | 40         |
| 3                 | Jennifer Hermoso | Pachuca                    | Espanha        | 36         |
| Outros candidatos |                  |                            |                |            |
| 4                 | Salma Paralluelo | Barcelona                  | Espanha        | 32         |
| 5                 | Sam Kerr         | Chelsea                    | Austrália      | 32         |
| 6                 | Lauren James     | Chelsea                    | Inglaterra     | 18         |
| 7                 | Rachel Daly      | Aston Villa                | Inglaterra     | 15         |
| 8                 | Hinata Miyazawa  | Vegalta Sendai Ladies      | Japão          | 13         |
| 9                 | Keira Walsh      | Manchester City Barcelona  | Inglaterra     | 11         |
| 10                | Kadidiatou Diani | Paris Saint-Germain        | França         | 10         |
| 11                | Mapi León        | Barcelona                  | Espanha        | 10         |
| 12                | Alex Greenwood   | Manchester City            | Inglaterra     | 5          |
| 13                | Lindsey Horan    | Lyon                       | Estados Unidos | 2          |
| 14                | Mary Fowler      | Manchester City            | Austrália      | 0          |
| 15                | Amanda Ilestedt  | Paris Saint-Germain        | Suécia         | 0          |
| 16                | Caitlin Foord    | Arsenal                    | Austrália      | 0          |

### Melhor Goleira de Futebol Feminino
Sete jogadores foram inicialmente selecionados em 14 de setembro de 2023. Os três finalistas foram revelados em 12 de dezembro de 2023.
| Rank              | Jogador           | Clube             | Seleção    | Pontos     |
| Finalistas        | Finalistas        | Finalistas        | Finalistas | Finalistas |
| ----------------- | ----------------- | ----------------- | ---------- | ---------- |
| 1                 | Mary Earps        | Manchester United | Inglaterra | 28         |
| 2                 | Catalina Coll     | Barcelona         | Espanha    | 14         |
| 3                 | Mackenzie Arnold  | West Ham          | Austrália  | 12         |
| Outros candidatos |                   |                   |            |            |
| 4                 | Zećira Mušović    | Chelsea           | Suécia     | 10         |
| 5                 | Sandra Paños      | Barcelona         | Espanha    | 5          |
| 6                 | Christiane Endler | Lyon              | Chile      | 2          |
| 7                 | Ann-Katrin Berger | Chelsea           | Alemanha   | 1          |

### Melhor Treinador(a) de Futebol Feminino
Seis treinadores foram inicialmente selecionados em 14 de setembro de 2023.
| Rank              | Jogador           | Clube      | Pontos     |
| Finalistas        | Finalistas        | Finalistas | Finalistas |
| ----------------- | ----------------- | ---------- | ---------- |
| 1                 | Sarina Wiegman    | Inglaterra | 28         |
| 2                 | Emma Hayes        | Chelsea    | 18         |
| 3                 | Jonatan Giráldez  | Barcelona  | 14         |
| Outros candidatos |                   |            |            |
| 4                 | Peter Gerhardsson | Suécia     | 7          |
| 5                 | Tony Gustavsson   | Austrália  | 5          |

### Prêmio FIFA Ferenc Puskás
Os onze jogadores inicialmente selecionados para o prêmio foram anunciados em 22 de setembro de 2023. Os três finalistas foram revelados em 14 de dezembro de 2023.
| Jogador           | Partida                                  | Competição                                                 | Data                    |
| Finalistas        | Finalistas                               | Finalistas                                                 | Finalistas              |
| ----------------- | ---------------------------------------- | ---------------------------------------------------------- | ----------------------- |
| Guilherme Madruga | Novorizontino – Botafogo-SP              | Campeonato Brasileiro de Futebol de 2023 - Série B         | 27 de junho de 2023     |
| Nuno Santos       | Sporting – Boavista                      | Primeira Liga de 2022–23                                   | 12 de março de 2023     |
| Julio Enciso      | Brighton & Hove Albion – Manchester City | Premier League de 2022–23                                  | 24 de maio 2023         |
| Outros candidatos |                                          |                                                            |                         |
| Álvaro Barreal    | Cincinnati – Pittsburgh Riverhounds      | U.S. Open Cup de 2023                                      | 6 de junho de 2023      |
| Linda Caicedo     | Colômbia – Alemanha                      | Copa do Mundo de Futebol Feminino de 2023                  | 30 de julho de 2023     |
| Kang Seong-jin    | Jordan Sub-20 – Coreia do Sul Sub-20     | Campeonato Asiático de Futebol Sub-20 de 2023              | 5 de março de 2023      |
| Sam Kerr          | Austrália – Inglaterra                   | Copa do Mundo de Futebol Feminino de 2023                  | 16 de agosto de 2023    |
| Brian Lozano      | Atlas – América                          | Primera División de México de 2022–23                      | 26 de fevereiro de 2023 |
| Iván Morante      | Ibiza – Burgos                           | Segunda Divisão Espanhola de 2022–23                       | 25 de março de 2023     |
| Askhat Tagybergen | Cazaquistão – Dinamarca                  | Qualificações para o Campeonato Europeu de Futebol de 2024 | 26 de março de 2023     |
| Bia Zaneratto     | Brasil – Panamá                          | Copa do Mundo de Futebol Feminino de 2023                  | 24 de julho de 2023     |

### FIFA Fan Award
A premiação celebra os melhores momentos ou gestos dos torcedores de agosto de 2022 a agosto de 2023, independente de campeonato, gênero ou nacionalidade. A lista foi compilada por um painel de especialistas da FIFA.
| Torcedor/Fã                           | Motivo |
| ------------------------------------- | --- |
| Torcedor do Colón                     | As câmeras de TV capturaram um torcedor do Colón que segurava seu filho nos braços enquanto lhe dava mamadeira durante o confronto da seleção argentina contra o Barracas Central. A cena comovente refletiu a vontade do torcedor de despertar em seu filho a paixão pelo clube desde a mais tenra idade.                                                                                          |
| Fran Hurndall                         | Driblando uma bola de futebol por uma média de 32 km por dia durante 32 dias, da Gold Coast a Sydney, o desafio assumido por Fran Hurndall teve como objetivo inspirar mulheres e meninas no esporte a ousar sonhar e realizar seu potencial em todos os níveis, dentro e fora de campo, enquanto sua corrida de 1 000 km arrecadava dinheiro para a instituição de caridade Women Sport Australia. |
| Miguel Angel, torcedor do Millonarios | O jovem colombiano, grande fã do Millonarios, realizou seu último desejo antes de ser eutanasiado devido a uma doença desconhecida. Na véspera de seu falecimento, o torcedor conheceu os integrantes do elenco principal antes do confronto pelo campeonato contra o Alianza Petrolera. |